# 在暴雪时分
《在暴雪時分》（英語：Amidst a Snowstorm of Love），2024年中國大陸都市偶像劇，改編自墨寶非寶的同名小說《在暴雪時分》。該劇由黃天仁、俞波執導，企鵝影視、嘉行傳媒聯合出品，吳磊、趙今麥領銜主演。2023年1月29日，該劇在芬蘭開機，同年5月底杀青。2024年2月2日在騰訊視頻、东方卫视首播。

## 播放平台

### 首播
| 播放頻道/平台 | 所在地             | 播出日期       | 播出時間                 | 備註     |
| 騰訊視頻      | 中国大陆           | 2024年2月2日   | 18:00                    |          |
| 东方卫视      | 中国大陆           | 2024年2月2日   | 19:30                    |          |
| Astro QJ      | 马来西亚           | 2024年2月29日  | 每晚 19:00 - 20:00       |          |
| Netflix       | 全球(除日本、韓國) | 2024年2月21日  |                          |          |
| 愛爾達影劇台  | 臺灣               | 2024年5月3日   | 星期一至五 20:00 - 22:00 | 兩集連播 |
| 八大戲劇台    | 臺灣               | 2024年11月22日 | 星期一至五 22:00 - 23:00 |          |

## 劇情介紹
昔日天才級職業斯諾克選手林亦揚（吳磊 飾）與當紅九球選手殷果（趙今麥 飾）相遇在一場十年難得一遇的暴雪之夜。在殷果表弟的助攻之下，兩人慢慢熟識，殷果也瞭解到林亦揚的往事。原來林亦揚曾經也是轟動一時的斯諾克天才，在一次比賽中因對裁判判罰有異議，爭取時無意衝撞裁判而被禁賽，少年氣盛的他不服判決，竟直接宣佈退役，從此離開了自己引以為傲的斯諾克事業。殷果的出現，讓林亦揚的人生軌跡再次轉變，林亦揚不僅開始努力地追求殷果，還在殷果的帶動下重拾最初的夢想，返回斯諾克賽場。最終二人共攀事業高峰，一同為職業撞球事業貢獻力量，並攜手教練與隊友，共推全民健身撞球項目發展。

## 登場人物

### 主要演員
| 演員                         | 角色   | 人物介紹 |
| 吳磊 童年：喬洋 少年：高藝爾 | 林亦揚 | 東新城斯諾克選手→退役→東新城斯諾克選手→東新城接手人(暫時代接) 綽號：頓挫、Lin、揚哥、六哥、六叔、小揚爺 微信名：Lin ； 微博小号：LinY 賀文豐的徒弟、江楊的師弟，帥氣高冷的撞球男神，有骨氣，有風度，不笑時痞痞的一副生人勿近的模樣，可一笑起來就像個鄰家大哥哥，孟曉東笑稱他為"小白臉"，1994年2月12日出生，小時候父母車禍雙亡，弟弟被過繼給親戚。8歲拜師賀文豐，13歲奪冠，是賀文豐的6個徒弟中最有天賦，也是最小的一個，因為家人都不在身邊，所以賀老和賀老妻子一直把他當作家人看待。 曾經轟動一時的天才型斯諾克職業選手，在一次比賽裡因為不服裁判的判決，無意間衝撞裁判而被罰禁賽，年輕氣盛、一身傲氣的他卻直接宣布退役，從此離開了一直引以為傲的斯諾克事業。和殷果相遇在一場難得的暴風雪之夜，在殷果表弟的助攻下，漸漸和她產生交集，兩人也走到一起，在這過程中殷果鼓勵他重回賽場，林亦揚也跨過了自己的自尊心，再次回到球壇，後與殷果結婚，與林霖並稱東新城"雙林"。 |
| 趙今麥 童年：潘伊梒          | 殷果   | 北城九球選手 綽號：小果 微信名：小果→林裡的果 ； 微信小帳：樹林裡的果子 孟曉東的表妹、孟曉天表姐，出生於一個撞球世家，長相甜美，性格害羞內向，笑起來有個小酒窩，可是只要一打起球，她就會跟換了另外一個人一樣，比任何人都堅定專注，媒體稱她為"情緒管理大師"、"毫無感情的打球機器"，壓力越大她球打得越好。 當紅的職業級九球選手，在一次暴雪中與表弟孟曉天被困在Red Fish酒吧，在那遇見了對她一見傾心的林亦揚，並且在殷果表弟的助攻下，兩人漸漸走到了一起，隨著和林亦揚的關係越來越熟稔，漸漸挖掘出他選擇退役的背後原因，並鼓勵他重拾昔日的夢想，後來與林亦揚結婚。 |
| 王星越 少年：羅一航          | 孟曉東 | 北城斯諾克選手 綽號：六哥 微信名：M 殷果的表哥、孟曉天的哥哥，外表冷酷，曾經是斯諾克世界冠軍，後因舊傷以及狀態不好暫退了斯諾克舞台一陣子，與林霖分分合合三次，喜歡林霖，林亦揚和殷果的助攻人之一。 在一次無意中聽到殷果和孟曉天合租的室友是林亦揚，隨即飛過去找昔日的對手，希望他能重回賽場，不要因此浪費掉他的撞球天賦，並在過程中，發現殷果與林亦揚正處於友達以上，戀人未滿的曖昧關係，他立馬開始助攻，叫殷果把林亦揚拐回國結婚，並且在後續處理好殷果爸媽那邊的問題，說殷果和林亦揚是他幫忙撮合的，把事情都攬到了自己身上，雖說後面露出了破綻，但還是幫助了他們不少，孟曉天突然回國，也是因為孟曉東召喚，希望他能回家幫林亦揚多說點好話，好讓家裡人更能夠接受林亦揚的存在。 |
| 丁笑瀅                       | 林霖   | 東新城九球選手→裁判 綽號：總總 孟曉東的前女友，性格乾脆嚴厲，做事雷厲風行，在一年內拿下了三次大賽的第一名，後因身體不好，所以宣布退役，當起裁判。 小時候常常幫吳魏趕走小混混，被吳魏稱為姐，曾為了保護孟曉東，肩膀被小混混弄傷。追了孟曉東很多年，與孟曉東分分合合三次，殷果很欣賞她，且她也很照顧殷果，與林亦揚並稱東新城"雙林"。 |

### 林亦揚周邊人物
| 演員   | 角色       | 人物介紹                                                   |
| 羅一心 | 林亦東     | 林亦揚的弟弟，小時候被過繼到親戚家。                       |
| 劉亦淳 | 林亦揚弟妹 | 林亦揚的弟妹、林亦東的妻子，與林亦東育有一女。             |
| 黃博斯 | 甘蔗       | 綽號：小喲 林亦揚姪女，林亦東的女兒，很喜歡殷果。          |
| 李建義 | 賀文豐     | 東新城創辦人 綽號：賀老 業界泰斗，林亦揚、江楊的老師。     |
| 孟秀   | 賀文豐妻子 | 林亦揚的師娘，賀文豐妻子，夫妻倆將林亦揚視為家人看待照顧。 |
| 巩容兒 | 賀佳       | 賀文豐的女兒。                                             |
| 鄒吉昕 | 孫洲       | 幫林亦揚管理地下球房的人，孫堯的哥哥。                     |
| 許睿浩 | 孫堯       | 林亦揚地下球房的徒弟之一，孫洲的弟弟。                     |
| 黃世林 | 謝遙遙     | 林亦揚地下球房的徒弟之一，有報名九球公開賽。               |
| 劉倩文 | 劉顏顏     | 林亦揚地下球房的徒弟之一。                                 |
| 史芮伊 | 大郝       | 林亦揚地下球房的徒弟之一，有報名九球公開賽。               |
| 孫雪岩 | 錢叔叔     | 林亦揚地下球房的徒弟之一，年齡較大，有報名九球公開賽。     |

### 殷果周邊人物
| 演員   | 角色     | 人物介紹 |
| 施羽   | 殷果爸爸 | 前期不喜歡林亦揚，後面發現林亦揚的想法與年輕的自己理想一致，才放下心中的偏見。 |
| 唐群   | 殷果外婆 | 很愛護殷果，前期很擔心林亦揚的種種問題會影響到殷果，直到孟曉天特地回國洗腦她一個禮拜，發現林亦揚對姐弟倆很是照顧，為表感謝便邀請林亦揚到家做客。                                                                                                  |
| 姜宏波 | 吳淺     | 體育局副局長 殷果的媽媽，是當年林亦揚被判禁賽的那一場比賽的裁判組副組長。 |
| 韩姝姝 | 殷果小姨 | 孟曉東、孟曉天的媽媽。 |
| 王佳璇 | 孟曉天   | 綽號：天天 微信名：天天 殷果的表弟(比殷果小3個小時)，孟曉東的弟弟，在一次暴雪的天氣中與殷果一同被困在了Red Fish酒吧，並在那裡遇見了林亦揚與吳魏，助攻林亦揚和殷果的人員其中之一，曾奉孟曉東的命令特地回國洗腦外婆一個禮拜，為林亦揚說了不少好話。 |
| 海铃   | 吳桐     | 殷果同母異父的姐姐，不太喜歡殷果。 |
| 孫藝寧 | 鄭藝     | 殷果的閨密，林亦揚的校友，有錢的大小姐，殷果在國外期間一直給她提供很多幫助。 |
| 盧美西 | 蘇薇     | 殷果在比賽上認識的一位選手，有時會約殷果一起打球。 |

### 東新城球社
| 演員              | 角色   | 人物介紹 |
| 陳靖可            | 江楊   | 東新城斯諾克選手→東新城接手人 綽號：大盜 林亦揚的師兄，12歲拜師賀文豐，與林亦揚是師出同門的好兄弟，後與相親對象結婚，育有一子。 |
| 董子凡            | 吳魏   | 東新城斯諾克、九球選手 綽號：無所謂、魏 微信名：無所謂 林亦揚的好兄弟，是個非常有眼力見的人，很會見機行事，給殷果和林亦揚製造單獨相處的機會，小時候常常被小混混堵在校門口，都是林霖保護的他，所以一直把她當親姐姐看，助攻林亦揚和殷果的人員之一，對鄭藝一見鍾情。 |
| 孔冉              | 范文匆 | 東新城斯諾克選手 綽號：小販 喜歡開玩笑，是個淘氣包。 |
| 韓東霖 少年：艾毅 | 陳安安 | 東新城九球選手 綽號：安妹 心思很細膩，小時候剛進球社兩年教練就離開了，再加上球技不出色，沒有教練想帶他，但他還想繼續留下來打球，可是沒有教練帶他，他也無法留下來，於是林亦揚當時挺身而出說要當他的教練，才沒退社。                                                |
| 王玥晞            | 劉希冉 | 東新城九球選手→退出球壇→復出 原本已經退役，但因家人生病，所以復出籌錢，在後面的比賽與殷果交手過不少次。 |
| 代斯              | 承妍   | 東新城九球選手 喜歡林亦揚。 |
| 姚立群            | 陳教練 | 東新城球社教練 |
| 孔德锋            | 辛教練 | 東新城球社教練 林霖的老師，沒什麼文化，上過小學，做過農活，幹過礦工，開過小賣部。22歲才開始系統地學習台球。 |

### 北城球社
| 演員   | 角色   | 人物介紹 |
| 王潤澤 | 李清嚴 | 北城斯諾克選手 林亦揚的情敵，殷果的青梅竹馬，孟曉東的手下愛將，喜歡殷果，追了她很多年，雙方家長認識且想撮合兩人。 |
| 熊奧博 | 硝子   | 北城斯諾克選手 常常跟在李清嚴身邊。                                                                               |
| 李澳   | 文蕭   | 北城九球選手 殷果在球社的閨密。                                                                                   |
| 丁曉明 | 陳放   | 殷果的教練。 |

### 其他演員
| 演員   | 角色   | 人物介紹 |
| 趙岩松 | 周濱   | 亞運會國家台球隊的總教練。 |
| 張屹楊 | 男球迷 | 殷果的追求者，富家少爺，追殷果一年多了，殷果比賽場場到，不太敢和殷果說話，有一次托生意場上的人找殷果爸爸問能不能介紹正式認識。 |

## 电視原聲帶

### 中國大陆
| 《在暴雪時分》電視劇原聲帶 | 《在暴雪時分》電視劇原聲帶  | 《在暴雪時分》電視劇原聲帶 | 《在暴雪時分》電視劇原聲帶 | 《在暴雪時分》電視劇原聲帶 | 《在暴雪時分》電視劇原聲帶 |
| 曲序                       | 曲目                        |                            | 作曲                       | 编曲                       | 演唱                       |
| -------------------------- | --------------------------- | -------------------------- | -------------------------- | -------------------------- | -------------------------- |
| 1.                         | Fall in love（片頭曲）      | 陳曦                       | 董冬冬                     | 閆天午                     | 許嵩                       |
| 2.                         | 完美表現（片尾曲）          | 陳曦                       | 董冬冬                     | 閆天午                     | 郁可唯                     |
| 3.                         | Love and Shine（插曲）      | 王九禮                     | 董冬冬                     | 薛峰                       | 吳磊                       |
| 4.                         | Love and Shine（插曲）      | 陳曦                       | 王九禮                     | 薛峰                       | 周柯宇                     |
| 5.                         | 在暴雪時分（插曲）          | 陳曦                       | 董冬冬                     | 薛峰                       | 鄧典                       |
| 6.                         | 雪緣（插曲）                | 陳曦                       | 董冬冬                     | 曾楚瑜                     | 王藝瑾                     |
| 7.                         | Bitter bitter sweet（插曲） | 王九禮                     | 董冬冬                     | 薛峰                       | 周柯宇                     |
| 8.                         | 我要贏（插曲）              | 陳曦                       | 董冬冬                     | 薛峰                       | 王赫野                     |
| 9.                         | 我以為（插曲）              | 陳曦                       | 陳曦                       | 姚耀                       | 許天奇                     |

## 原著小說
| 出版时间  | 书籍名称       | 作者     | 出版社             | ISBN 国际标准书号  |
| 2020年5月 | 《在暴雪時分》 | 墨寶非寶 | 江蘇鳳凰文藝出版社 | ISBN 9787559444509 |

## 記事
- 2023年1月29日，該劇在芬蘭開機[3]。
- 2023年2月23日，該劇官方微博官宣該劇領銜主演，並發佈劇集劇照[1]。
- 2023年5月29日，该剧发布全阵容并释出杀青特辑[4]。